# إليزه هولواي
إليزه هولواي هي مصورة كندية، ولدت في 1882 في سانت جونز في كندا، وتوفيت في 1971.